# Новосадовая (Ржевский район)
Новосадовая — деревня в Ржевском районе Тверской области России. Входит в состав сельского поселения Итомля.

## История
В 1965 г. Указом Президиума ВС РСФСР деревня Поганьково переименована в Новосадовая.

## Население
| 2008 | 2010 |
| ---- | ---- |
| 63   | ↘59  |